# Kjelsås Bruk

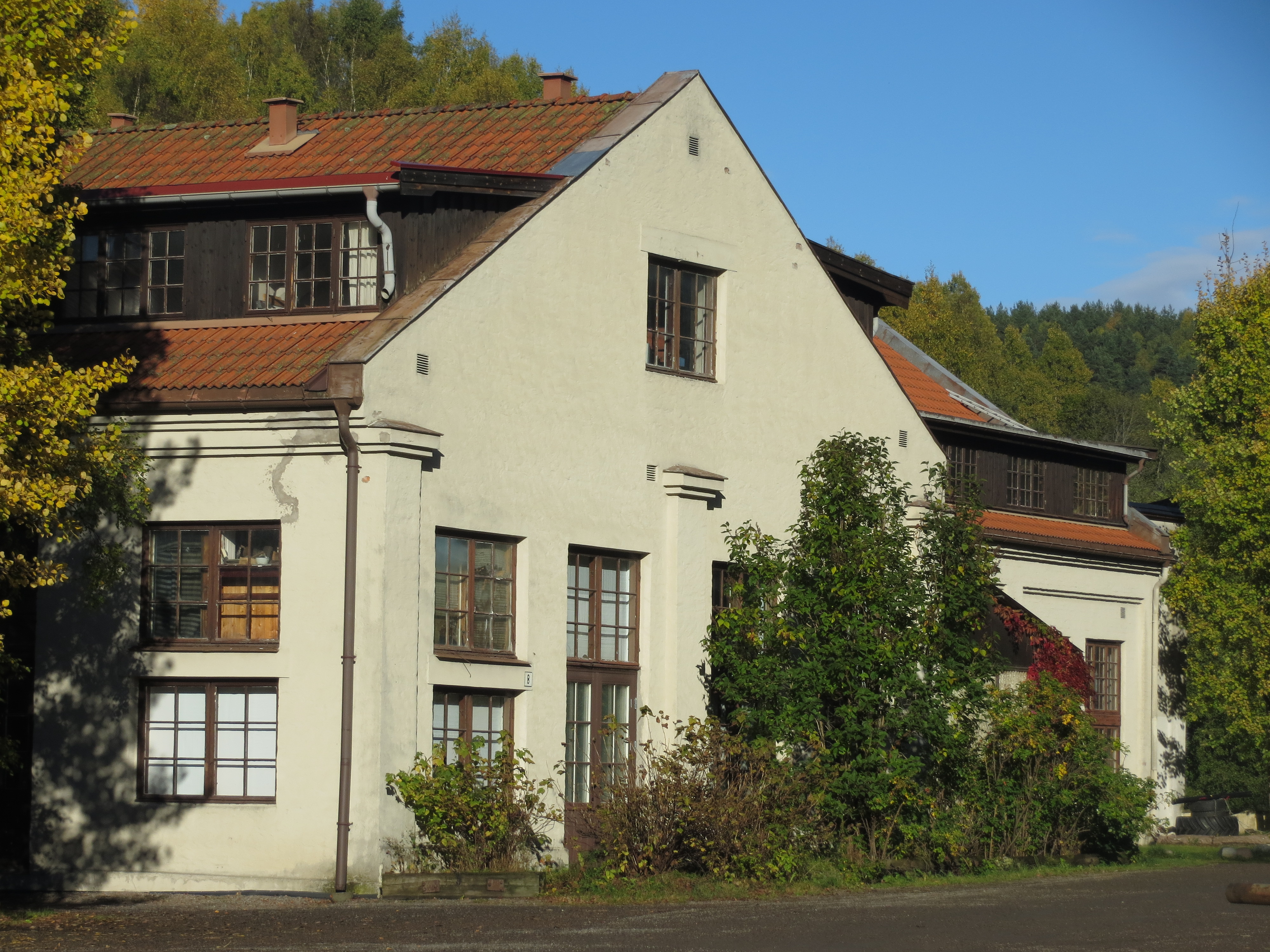
Kjelsås bruk (Mustad Fabrikker) vid Stilla i Akerselva

Kjelsås Bruk, senare Mustad Fabrikker, var ett norskt tråddrageri och spikfabrik, som grundades 1855 av köpmannen Johan Henrik Schmelck vid det översta vattenfallet Frysjafossen i Akerselva i Kjelsås i Oslo. 
Kjelsås Bruk köptes av O. Mustad & Søn 1884. Mustad byggde ett valsverk för produktion av bland annat plattstål för spiktillverkning.
Mustad lade ned produktionen i Kjelsås i början av 1960-talet. Företaget fick avslag på att bygga bostäder på tomten, och planer på att där bygga ett tidningshus med tryckeri för Aftenposten genomfördes inte heller. Oslo kommun köpte på basis av sin förköpsrätt 1971 fastigheten, för att efter ombyggnader 1972–1983 upplåta arbetslokaler för ett drygt 50-tal konstnärer i Frysja kunstnersenter.